# Hypaeus miles
Hypaeus miles är en spindelart som beskrevs av Eugène Simon 1900. 
Hypaeus miles ingår i släktet Hypaeus och familjen hoppspindlar. Inga underarter finns listade i Catalogue of Life.